# Rio Alvôco
O rio Alvôco é um curso de água de Portugal, que nasce na Serra da Estrela (no concelho de Seia, distrito da Guarda) junto a Alvoco da Serra, de onde desce até Vide, entrando no distrito de Coimbra no concelho de Oliveira do Hospital (em Alvoco das Várzeas até Ponte das Três Entradas), onde desagua no rio Alva, após percorrer os 30,7 Km da sua extensão total.
É considerado um dos rios mais limpos da Europa, e cuja fauna e flora autóctones já só residualmente se conseguem encontrar (e menos ainda as espécies endêmicas), em resultado da deflorestação crescente (a que se junta a tragédia dos grandes incêndios florestais de Outubro de 2017, e cuja imensa área de vegetação ardida - calcula-se que só no concelho de Oliveira do Hospital mais de 90% foi queimada - não veio infelizmente a ser reflorestada, quer pelo poder público quer pelos proprietários privados) e do aumento de espécies invasoras nocivas (como as acácias e eucaliptos - estes introduzidos para monoculturas de produção intensiva, dizimando os ecossistemas e biomas naturais, empobrecendo irreversivelmente estas regiões e as suas populações).
Tem vários pontos interesse ao longo do seu percurso, nomeadamente a ponte medieval situada em Alvoco das Várzeas.

## Afluentes
- Ribeira de Loriga
- Ribeira do Piódão
- Ribeira das Mestras
- Ribeira da Teixeira
- Ribeira de Balocas